# Claude Cueni

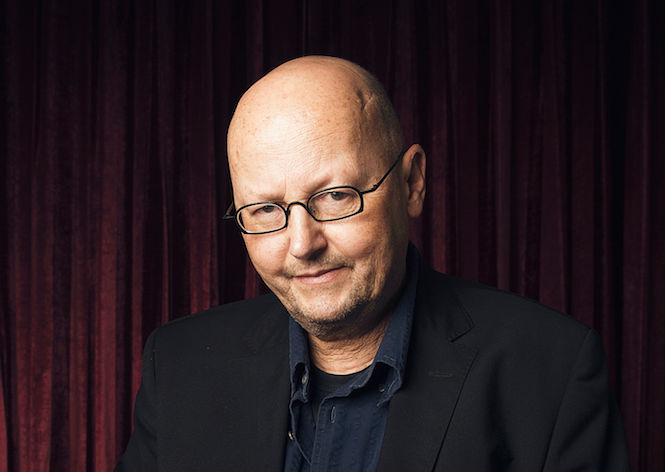
Claude Cueni (2014)

Claude Cueni (* 13. Januar 1956 in Basel) ist ein Schweizer Schriftsteller.

## Leben
Cueni wuchs in einem Französisch sprechenden Elternhaus auf, welches er frühzeitig verliess, um Schriftsteller zu werden. Die Schule brach er ab und es folgten Reisen durch Europa.
Nach den Wanderjahren schrieb Claude Cueni 1980 seinen ersten Roman. Seither veröffentlichte er Kriminalromane, Hörspiele, Theaterstücke und schrieb über 50 Drehbücher für Film und Fernsehen (Tatort, Eurocops, Peter Strohm, Der Clown, Alarm für Cobra 11), die verfilmt und mittlerweile in 46 Ländern ausgestrahlt wurden.
Sein Hauptwerk ist die 1500-seitige Trilogie über «Geld, Götter und Leidenschaft», die u. a. die Geschichte des Geldes in drei Epochen erzählt:
Mit dem ersten Band Cäsars Druide gelang ihm 1998 ein internationaler Erfolg. Das Sittengemälde über Julius Cäsars Gallischen Krieg basierte auf der neuesten Cäsar-Forschung und wurde in zahlreiche Sprachen übersetzt. Der zweite Band, Das Große Spiel, erschien 2006 und erzählte die Geschichte des Mathematikgenies John Law, der als zum Tode verurteilter Kartenspieler und Frauenheld zur Zeit des Sonnenkönigs lebte und in Frankreich Geld aus Papier einführte. Das Buch wurde in 13 Sprachen übersetzt und stand auf Platz 1 der Schweizer Bestsellerliste. 2008 erschien der dritte und letzte Band der Geld-Trilogie, Gehet hin und tötet. Der Vatikan-Thriller spielte in der Gegenwart und nahm die Finanzkrise vorweg. Alle drei Bände sind in sich abgeschlossen. In Cäsars Druide ist Geld aus Metall, in Das Große Spiel ist Geld aus Papier, und bei Gehet hin und tötet ist Geld virtuell.
Im Februar 2013 erschien der Roman Der Henker von Paris, der das Leben von Charles-Henri Sanson während der Französischen Revolution schildert. Im Mai 2014 erschien sein autobiographischer Roman Script Avenue, der das Sterben seiner ersten Frau und seine anschliessende Erkrankung an Leukämie thematisiert. 2015 erschien sein historischer Roman Giganten, eine auf historischen Fakten basierende Fiktion der Rivalität zwischen Gustave Eiffel und Frédéric Bartholdi, dem Schöpfer der Freiheitsstatue. 2015 erschien Pacific Avenue. Er schildert parallel die Reise von Ferdinand Magellan im Jahre 1521 zu den Gewürzinseln, aber auch die Reise des Ich-Erzählers auf die Philippinen im Jahre 2015 und die Auswirkungen von Medikamenten auf Wahrnehmung und Kreativität.
Im Oktober 2016 erschien Godless Sun. Cueni erzählt die Geschichte eines Atheisten, der auf einer Lesetournee die Entwicklung von den Mythologien bis hin zu den milliardenschweren Religionsgemeinschaften nachzeichnet und dabei in Konflikt mit religiösen Extremisten gerät. Rico Bandle rezensierte in der Weltwoche, in dem Roman „überrennen Flüchtlinge Europa, der Islam breitet sich aus, mit ihm kommen Gewalt, verschleierte Frauen und Machtansprüche ins Land. Der Basler Autor erzählt die Geschichte einer Gesellschaft, die einknickt vor einer totalitären Ideologie, die irrtümlicherweise glaubt, wenn man den Fanatikern entgegenkomme, würden sie zufrieden sein und Ruhe geben.“ Er zog Parallelen zu dem Roman Unterwerfung von Michel Houellebecq. Cueni Nachahmung vorzuwerfen wäre jedoch nicht richtig.
2020 erschien sein Thriller Genesis – Pandemie aus dem Eis, den er ein Jahr vor Ausbruch der Corona-Pandemie schrieb. 2021 erschien Hotel California, ein Lebensratgeber in Romanform für seine Enkelin Elodie.
2024 erschien Small Worlds – 70 Dioramen.
2024 Nach 6 Jahren beendete Cueni seine Tätigkeit als Kolumnist für Blick und als Gastautor der Achse des Guten.

### Unternehmer
Cueni war 15 Jahre lang CEO der von ihm gegründeten Black Pencil AG, die 1991 das erste interaktive TV-Telefonie-Format in Europa entwickelte. Er wirkte an der Produktion dreier Computerspiele mit: 1993 entwickelte er für die deutsche Firma Starbyte das Konzept für das Strategiespiel Hannibal, und zwischen 2001 und 2002 war er an der Produktion der von Phenomedia produzierten Werbespiele Catch the Sperm und Catch the Sperm 2 beteiligt.
Er war ab 2007 für zwei Jahre Mitglied im Advisory Board des börsennotierten Unternehmens Artificial Life Inc. in Hongkong. 2006/2007 war Cueni Intendant der Fernsehspiele des Bundesamtes für Kultur.

### Privates
Nach dem Tod seiner ersten Frau im Jahr 2008 erkrankte Cueni 2009 an Leukämie und ist seitdem in Behandlung. Sein autobiografischer Roman Script Avenue thematisiert die Ereignisse und wurde 2014 von den Zuschauern des Schweizer Fernsehens mit dem „Golden Glory“ für die „berührendste Geschichte des Jahres“ ausgezeichnet. Das Schweizer Fernsehen drehte 2016 über ihn die Dokumentation Selbstmitleid ist Zeitverschwendung. Cueni hat einen Sohn aus erster Ehe und ist seit 2010 mit Dina Ariba verheiratet.

## Werke

### Prosa
- Ad acta. Sauerländer, Aarau 1980, ISBN 3-7941-2047-7.
- Weißer Lärm. Sauerländer, Aarau 1981; Fischer Taschenbuch, Frankfurt am Main 1983, ISBN 3-596-22853-0.
- Schneller als das Auge. Diogenes, Zürich 1987; Bastei Lübbe, Bergisch Gladbach 2004, ISBN 3-404-15195-X.
- Der vierte Kranz. Benziger, Zürich 1989; Bastei Lübbe, Bergisch Gladbach 2005, ISBN 3-404-15341-3.
- Cäsars Druide. Heyne, München 1998.
  - Neuausgabe unter dem Titel Das Gold der Kelten. Lenos, Basel 2014, ISBN 978-3-85787-446-8.
- Das große Spiel. Heyne, München 2006; Taschenbuch, ebd. 2008, ISBN 978-3-453-43277-2.
- Gehet hin und tötet. Heyne, München 2008.
  - Neuausgabe unter dem Titel Der Bankier Gottes. Lenos, Basel 2013, ISBN 978-3-85787-442-0.
- Der Henker von Paris. Lenos, Basel 2013; Taschenbuch, ebd. 2015, ISBN 978-3-85787-778-0.
- Script Avenue. Wörterseh, Gockhausen 2014; Heyne, München 2015, ISBN 978-3-453-41902-5.
- Giganten. Wörterseh, Gockhausen 2015, ISBN 978-3-03763-057-0.
- Pacific Avenue. Wörterseh, Gockhausen 2015, ISBN 978-3-03763-059-4.
- Godless Sun. Offizin, Zürich 2016, ISBN 978-3-906276-40-3.
- Die Bibel der Atheisten – Zitate aus 3000 Jahren von Xenophanes bis Woody Allen. Münsterverlag, Basel 2016, ISBN 978-3-905896-69-5.
- Illustrierte Geschichte der Scheiße. Script Avenue Publishing, Lohne 2017, ISBN 978-3-9524288-4-9.
- Illustrierte Geschichte des Phallus. Script Avenue Publishing, Lohne 2017, ISBN 978-3-9524288-7-0.
- Der Mann, der Glück brachte. Roman. Lenos, Basel 2018, ISBN 978-3-85787-487-1.
- Warten auf Hergé. Münsterverlag, Basel 2018, ISBN 978-3-907146-05-7.
- 90 Jahre Tim & Struppi. Comics für die Nazis. Script Avenue Publishing, Lohne 2018, ISBN 978-3-9525017-1-9.
- Wir Superhelden, Salis Verlag 2019, ISBN 978-3-906195-87-2.
- Genesis. Pandemie aus dem Eis. Nagel & Kimche, Zürich 2020, ISBN 978-3-312-01192-6.
- Hotel California. One more thing: Meine Botschaft an Elodie. Nagel & Kimche, Zürich 2021, ISBN 978-3-312-01226-8.
- Dirty Talking. Edition Königsstuhl, St. Gallenkappel 2022, ISBN 978-3-907339-23-7.
- Sterbenswörtchen. Versuche über das Ableben. Verlag Neofelis, 2023, ISBN 978-3-95808-421-6.
- Wie wir wurden, was wir sind. 150 Geschichtskolumnen. Verlag Script Avenue Publishing, 2023, ISBN 978-3-9525333-1-4.
- Small Worlds – 70 Dioramen, Edition Königsstuhl, 2024, ISBN 978-3-907339-49-7.

### Theaterstücke
- 1984: Longitudinalstudie, UA: Basler Theater
- 1985: U2 oder die Katastrophe sind wir, UA: Bühnen der Stadt Bonn
- 1990: Tie Break für Crazy Horse, UA: Neumarkt Theater Zürich

### Hörspiele
- 1982: Ohne Preis kein Fleiss, WDR, NDR, SRG
- 1982: Das andere Land, WDR
- 1983: Die Klon Affäre, SRG
- 1986: Parkgarage, SRG
- 1987: Sprechstunde, SRG, WDR
- 1990: Fax, SRG
- 1991: Die Briefe von Crazy

## Filmographie

### Drehbuch
- 1986: Der Millionenfund, SRG
- 1987: Der Astronaut
- 1987: Kampf ums Glück
- 1988: Lucas läßt grüßen
- 1989: Peter Strohm, Die Mondscheinmänner
- 1989: Peter Strohm, Strohms Partner
- 1990: Peter Strohm, Roulette
- 1993: Peter Strohm, Fair Play
- 1993: Peter Strohm, Babuschka
- 1988: Eurocops 1: Tote reisen nicht
- 1988: Eurocops 2: Honig der Nacht
- 1988: Eurocops 3: Falken auf Eis
- 1989: Eurocops 4: Gerechtigkeit für Elisa
- 1989: Eurocops 5: Taxi ins Jenseits
- 1990: Eurocops 6: Die Ratte
- 1990: Eurocops 7: Desperados
- 1990: Auf der Suche nach Salome 1: Entführt
- 1990: Auf der Suche nach Salome 2: Mordverdacht
- 1990: Auf der Suche nach Salome 3: Die Spur
- 1990: Auf der Suche nach Salome 4: Köln Connection
- 1990: Auf der Suche nach Salome 5: Der Zeuge
- 1990: Auf der Suche nach Salome 6: Entscheidung in Brighton
- 1992: Tatort: Tod einer alten Frau
- 1995: Alarm für Cobra 11, Pilotfilm + Serienbibel
- 1996: Der Clown, Pilotfilm + Serienbibel

### Literarische Vorlage
- 1989: Schneller als das Auge (Quicker Than the Eye)